# Revólver

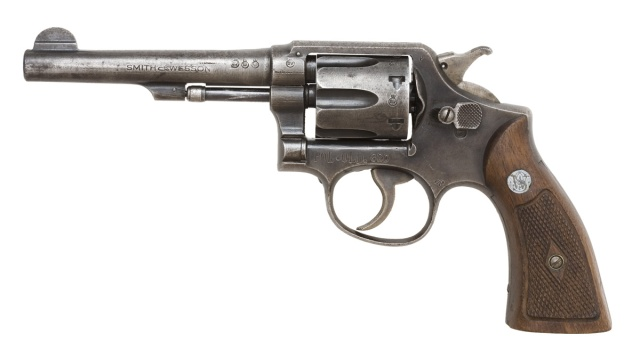
Smith & Wesson modelo 10, el revólver icónico del siglo veinte

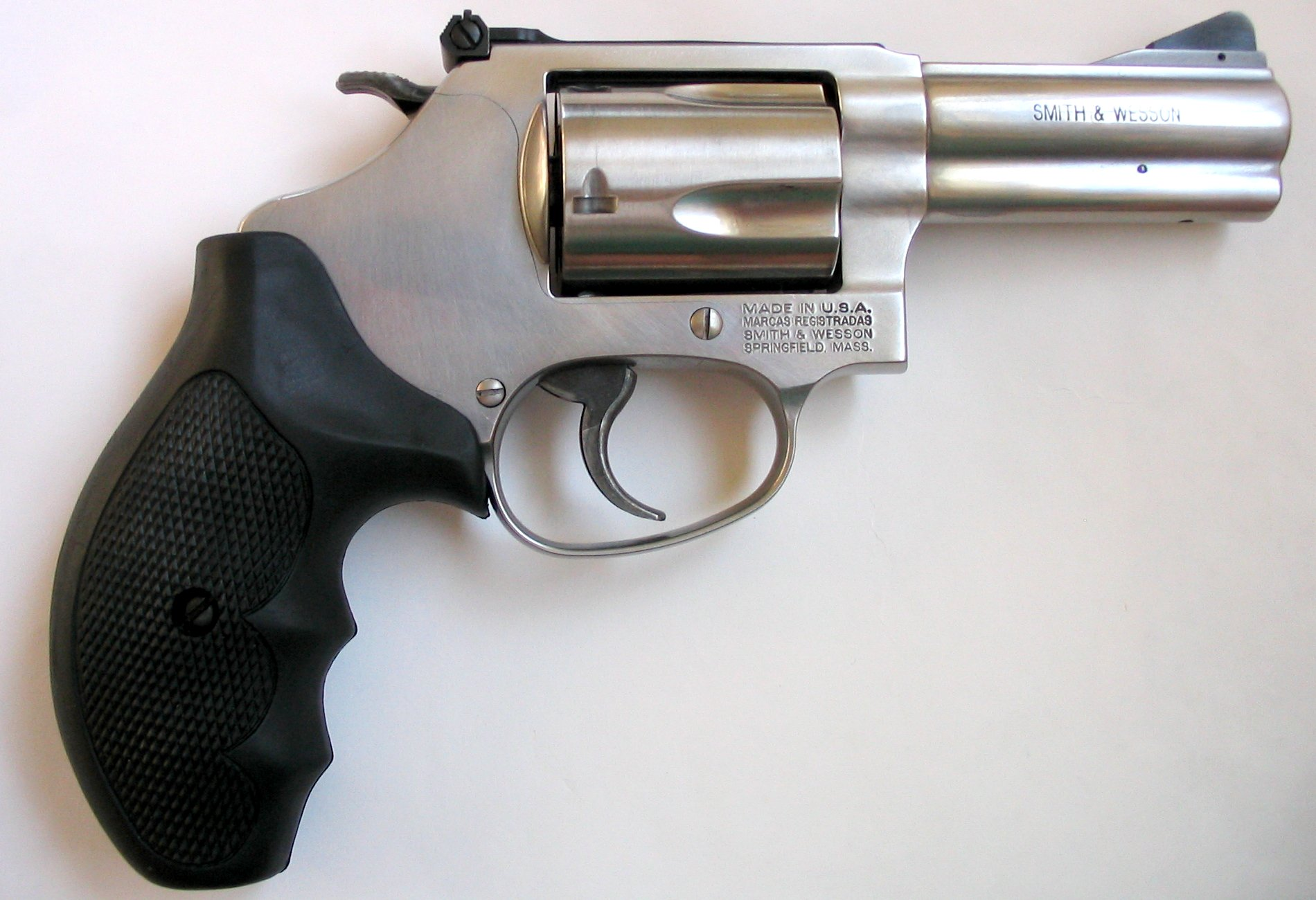
Revólver compacto S&W 60

El revólver (del inglés revolver; to revolve: "dar vueltas") es un tipo de pistola que se caracteriza por tener la munición alojada en varias recámaras dispuestas en un tambor o cilindro, a diferencia de las armas de fuego cortas semiautomáticas, que tienen la recámara unida al cañón y suelen llevar la munición alojada en un cargador.
Actualmente las pistolas semiautomáticas han sustituido al revólver en casi todas las actividades correspondientes al uso militar, policial o de fuerzas del orden.
Al compararse las prestaciones de los revólveres con las de las pistolas semiautomáticas, se notan dos grandes desventajas:
- Portar menor cantidad de munición (comúnmente de 5 a 9 cartuchos en el tambor, dependiendo del arma y calibre).
- El disparo en doble acción requiere aplicar una fuerza considerable sobre el gatillo, ya que debe montar el percutor y hacer girar el tambor; en simple acción es similar a una pistola convencional.

Sin embargo, las ventajas del revólver son:
- Su facilidad de uso.
- La posibilidad de emplear munición más potente (como los cartuchos Magnum, e incluso cartuchos de fusil como el .223 Remington).
- Mayor precisión.
- No se suelen atascar.

Por sus anteriores ventajas, todavía los prefieren los civiles para la defensa personal, la cacería y el tiro deportivo. Varias fuerzas policiales del mundo todavía utilizan el revólver, pero está en proceso de desuso común por sus desventajas. La única actividad policial en que todavía se mantiene necesario es en el rescate de rehenes, usando calibres muy potentes. No obstante, puede servir como arma reglamentaria auxiliar en caso de que falle el arma principal.

## Historia
En el siglo XIX existieron varios revólveres primitivos. Elisha Collier creó uno, probablemente en 1814, del que se fabricaron varios en 1819 para las fuerzas armadas británicas de la India. En 1822 se fabricó un número significativo de estos en Londres.
En 1833 el italiano Francesco Antonio Broccu inventó el primer revólver de percusión con tambor de cuatro recámaras y después de dos cañones. En comparación con las armas en uso hasta entonces, tenía un tambor más corto, lo que permitía alinear la recámara cargada con el cañón y el martillo gracias a la rotación alrededor de su eje. Su revólver fue examinado por el rey Carlos Alberto de Saboya durante su segundo viaje a Cerdeña en 1843. Invitado a Cagliari para mostrar su invento y explicar cómo funcionaba, se le entregó un premio de 300 francos, pero nunca solicitó una patente para su invención.
Dos años más tarde, en 1836, en los Estados Unidos, Samuel Colt creó un arma que patentó y comercializó.

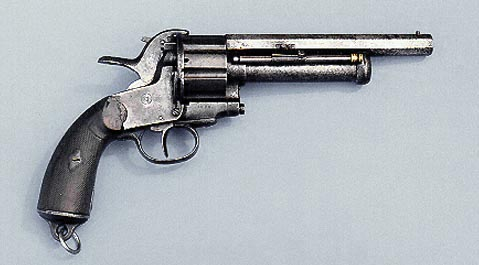
Revólver LeMat de espiga con tambor de 9 cartuchos, 1865; fue empleado durante la guerra de Secesión.

## Tambor
La munición se aloja en recámaras que giran alrededor de un eje, paralelo al cañón, situadas en un cilindro metálico llamado tambor; antes de efectuar el disparo se debe colocar una de las recámaras, cargada con un cartucho sin percutir, alineada con el cañón. Según su tamaño permite cinco, seis, siete, ocho y hasta diez disparos sin recargar el arma. Existen tambores que pueden alojar más de 10 cartuchos, pero son de pequeño calibre, por ejemplo de 5,5 mm o menos. Tradicionalmente el calibre de los revólveres viene expresado en centésimas o milésimas de pulgada y, antes aún, en partes de una onza de plomo, según el número de esferas iguales que podían hacerse con dicha cantidad de metal.

## Funcionamiento del revólver en acción simple
Cuando el tambor tiene munición:
- Se hace retroceder el martillo hasta el tope, accionando el trinquete de sujeción, lo que se denomina amartillar. Al hacerlo se provoca el giro del tambor, mediante una uña unida al mecanismo del martillo, para alinear la siguiente recámara al cañón del arma.

- Finalmente, al apretar el gatillo (disparador es el término técnico correcto) con el dedo índice, el trinquete se suelta y el martillo, que posee en su extremo un resalte aguzado, llamado percutor, retorna abruptamente a su posición original, golpeando violentamente el fulminante del culote, lo que produce una alta presión que lo calienta hasta hacerlo estallar, energía que se transmite a la pólvora del cartucho, que también estalla, provocando mucha mayor energía y el disparo de la bala.

## Clasificación
Los revólveres se clasifican según el mecanismo de disparo en:
Acción Simple (AS): El gatillo realiza solo una acción, liberar el mecanismo percutor.
Requieren amartillarse (con el pulgar de la misma mano o el canto de la mano contraria a la que empuña el arma) antes de apretar el gatillo. Manteniendo presionado este, se pueden realizar disparos continuados con solo hacer retroceder hasta el tope el martillo-percutor (lo que obliga a girar simultáneamente al tambor, dada la uña solidaria con dicho mecanismo) con el canto de la mano contraria, sin que llegue a funcionar el trinquete, que ralentizaría los disparos.
Característico de los primeros revólveres y de algunas marcas que siguen el concepto clásico del revólver.
Doble Acción Única (DAU): El gatillo realiza dos acciones, amartillar el mecanismo percutor y liberarlo.
Pueden dispararse con solo apretar el gatillo. El mecanismo de doble acción única realiza todo el ciclo de girar el tambor, armar el martillo y soltarlo, para disparar el arma, al apretar el gatillo, en dos etapas distintas de su recorrido, que pueden controlarse con suficiente entrenamiento debido a la distinta resistencia que opone en cada una de ellas.
Característico de los revólveres que poseen martillo oculto o mal llamados "sin martillo".
Doble Acción (DA): Pueden trabajar indistintamente de las dos formas.
Porque se realiza el amartillamiento directamente sobre el martillo, como oprimiendo el gatillo. En ambos casos el continuar presionando el gatillo libera el mecanismo percutor.
Es el común de los revólveres modernos.
Otras Como semiautomáticos y automáticos.
Este tipo de revólveres suele ser del tipo (DA), pero además cuentan, por lo general, con un tambor y cañón especial.
Como el caso del antiguo revólver automático Webley-Fosbery, capaz de disparar los 6 tiros de su tambor con una sola presión del gatillo, lo que lo convierte en un revólver automático. Otro ejemplo son algunos revólveres fabricados por Mateba, que tienen la capacidad, después de ejecutar el disparo, de dejar amartillada el arma; de este modo, el revólver puede ser clasificado como semiautomático.
Algunos modelos de revólveres, especialmente los compactos de pequeño calibre y cañón corto que generalmente se emplean para porte oculto en bolsos o bolsillos, como medida de seguridad adicional, tenían un gatillo plegable, sin guardamonte, lo que reducía el espacio necesario para guardarlo y solo aparecía cuando se amartillaban. Este mecanismo también se utiliza en escopetas, especialmente las de dos cañones.
Según el modo de recarga pueden ser basculantes: el cañón, con su punto de mira, el tambor, su soporte y su eje, formando un conjunto, basculan en vertical, respecto de un eje transversal, al soltar un trinquete situado próximo al martillo-percutor, a su izquierda, algo más adelantado, que puede ser accionado con el pulgar de la misma mano que empuña el arma. Al hacerlo dejan visible la parte trasera del tambor, que puede vaciarse de cartuchos o casquillos con solo volcarlo hacia abajo, y rellenarlo con otros, o bien de tambor total o parcialmente extraíble, de modo que su eje puede retirarse, tirando de él hacia adelante, mediante un resorte en muelle que le hace recuperar su posición inicial al soltarlo, con lo que el tambor puede ser retirado para cambiarlo por otro, o vaciarlo y recargarlo, según se requiera o disponga. Lo más frecuente es que el tambor quede unido, mediante un segundo eje, hueco, por cuyo interior discurre el eje de sujeción, unido a una estructura rectangular que bascula respecto de otro eje también paralelo a los anteriores y al cañón, y por debajo de ellos, de modo que el tambor queda disponible para su vaciado y recarga, sin desprenderse del arma.
Otra posibilidad es una ventana basculante, practicada en la semiesfera que recubre la parte trasera del tambor, que permite ver si queda munición sin disparar (apreciando que no está golpeado el mixto o fulminante del casquillo) extraer ésta, una a una, y sustituirla. Esto permite continuar apuntando y con el revólver dispuesto para disparar durante casi toda la maniobra, excepto la extracción de las vainas o casquillos, que requiere levantar el arma por su parte delantera, para dejarlos caer, pero plantea el inconveniente de la lentitud de la recarga. Todos estos inconvenientes, además de la difícil alineación perfecta, sobre todo tras su utilización reiterada, envejecimiento, espacio entre el tambor y el cañón, y del mixto o fulminante con el martillo-percutor, sobre todo en el sistema basculante, así como la pérdida de compresión por tales motivos, restando alcance y precisión al arma, que debía compensar aumentando el calibre, llevó a su progresiva sustitución por pistolas con depósitos internos fijos o cargadores extraíbles. Ambos alimentaban la munición mediante muelles. El inconveniente de tales sistemas es que, con solo una bala que se encasquille, hay que desmontar todo el arma, mientras que los revólveres pueden seguir disparando el resto de la munición, o recargarla sin ningún problema, aunque alguna bala no se haya podido disparar por cualquier causa o defecto, del arma, de la mencionada alineación, o del cartucho.

## Miscelánea
Algunos revólveres utilizados antiguamente por las fuerzas armadas de varios países fueron los Colt Single Action Army, los Smith & Wesson 1917 y los Webley.
Marcas y fabricantes de revólveres:
- Smith & Wesson (S&W)
- Colt
- Taurus
- Rossi|Amadeo Rossi
- Sturm Ruger & Company
- Remington
- Harrington & Richardson
- FAMAE
- INDUMIL
- Kimber
- Charter Arms
- Magnum Research
- Enfield
- Korth Waffenfabrik
- Webley & Scott

Cartuchos conocidos que emplean los revólveres:
- .22 Corto
- .22 Long Rifle
- .32 S&W
- .32 S&W Long
- .32 Long Colt
- .32 H&R Magnum
- .38 Smith & Wesson
- .38 Smith & Wesson Special (alias 38 spl)
- .38 Special +p (alias 38+p)
- 9 x 19 Parabellum (algunos necesitan peines especiales llamados de media luna o de luna llena, moon clips)
- .357 Magnum
- .44 Special
- .44 Magnum
- .45 Colt
- .45-70 Government
- .454 Casull
- .500 S&W Magnum
- .410 escopeta
- 28 escopeta
- Griswold & Gunnison Confederado

Cartuchos comunes durante la época del Viejo Oeste:
- .32-20
- .38-40
- .44-40
- .45 Long colt
- .45-70

El revólver Medusa M47 puede emplear la totalidad de cartuchos de 9 mm para arma corta.

## Galería

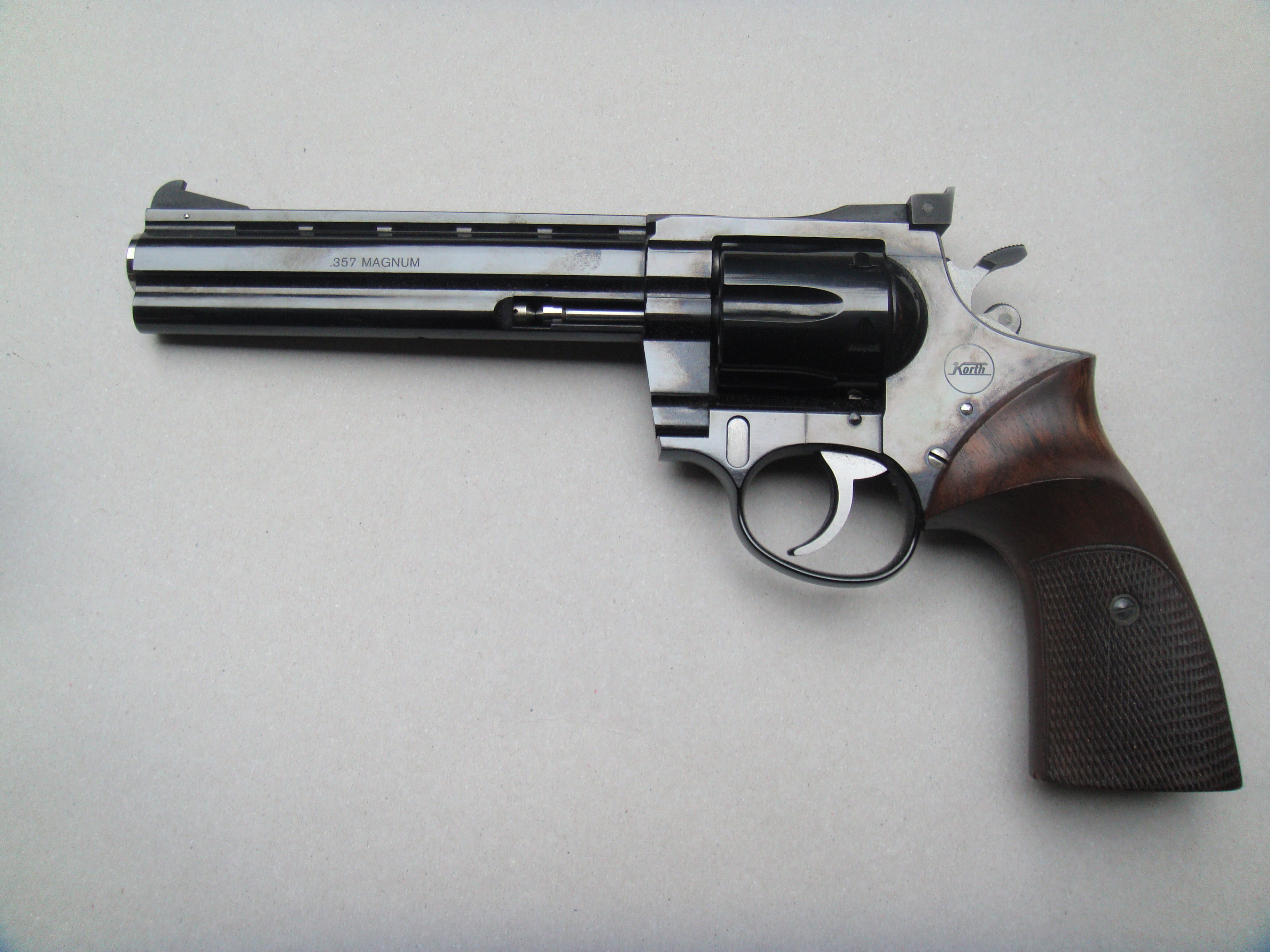
El Korth Combat .357 Magnum es un revólver de alta gama manufacturado artesanalmente en Alemania.
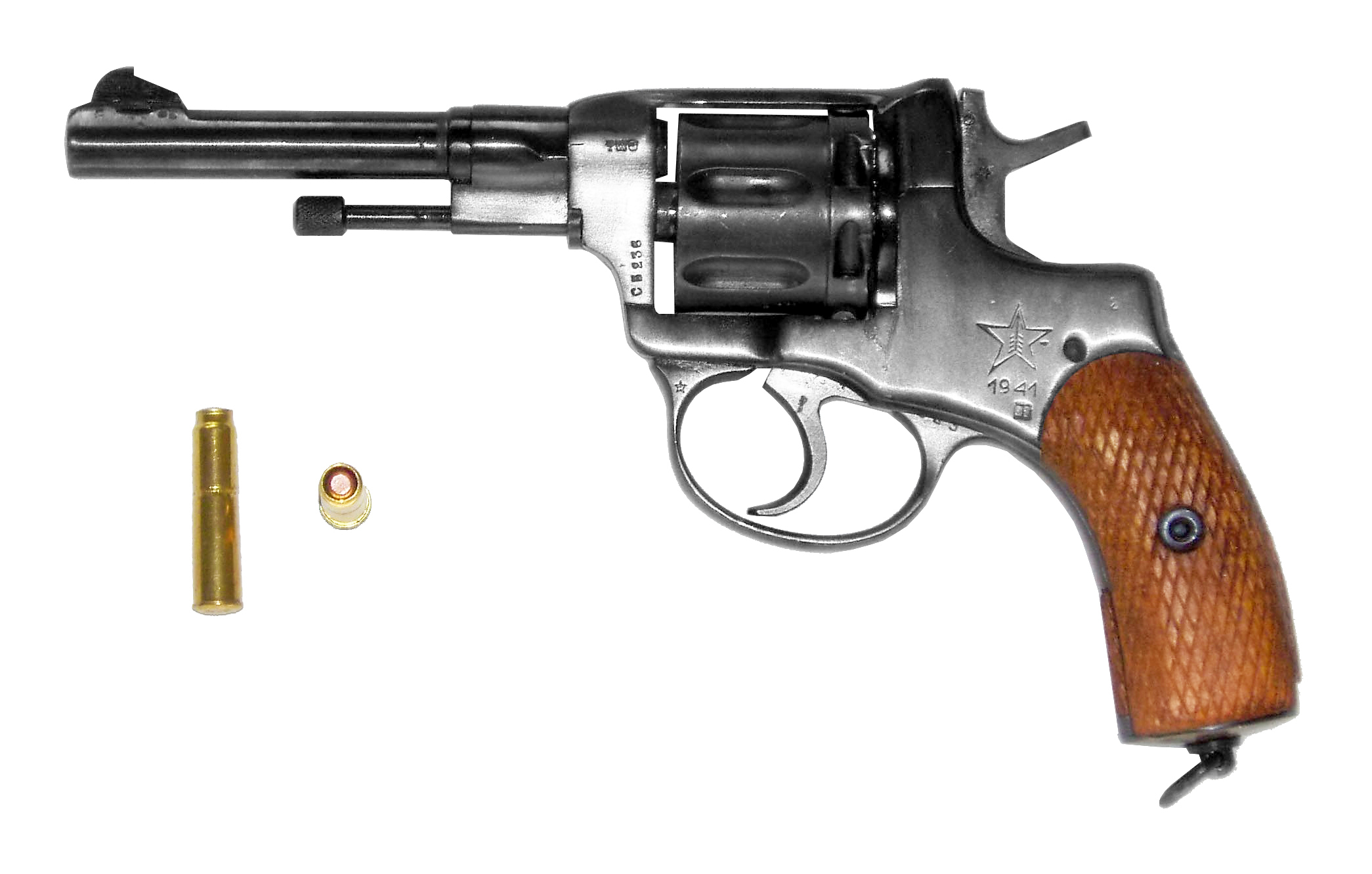
El Nagant M1895 es un revólver clásico de origen belga; fue utilizado por el extinto Imperio Ruso.
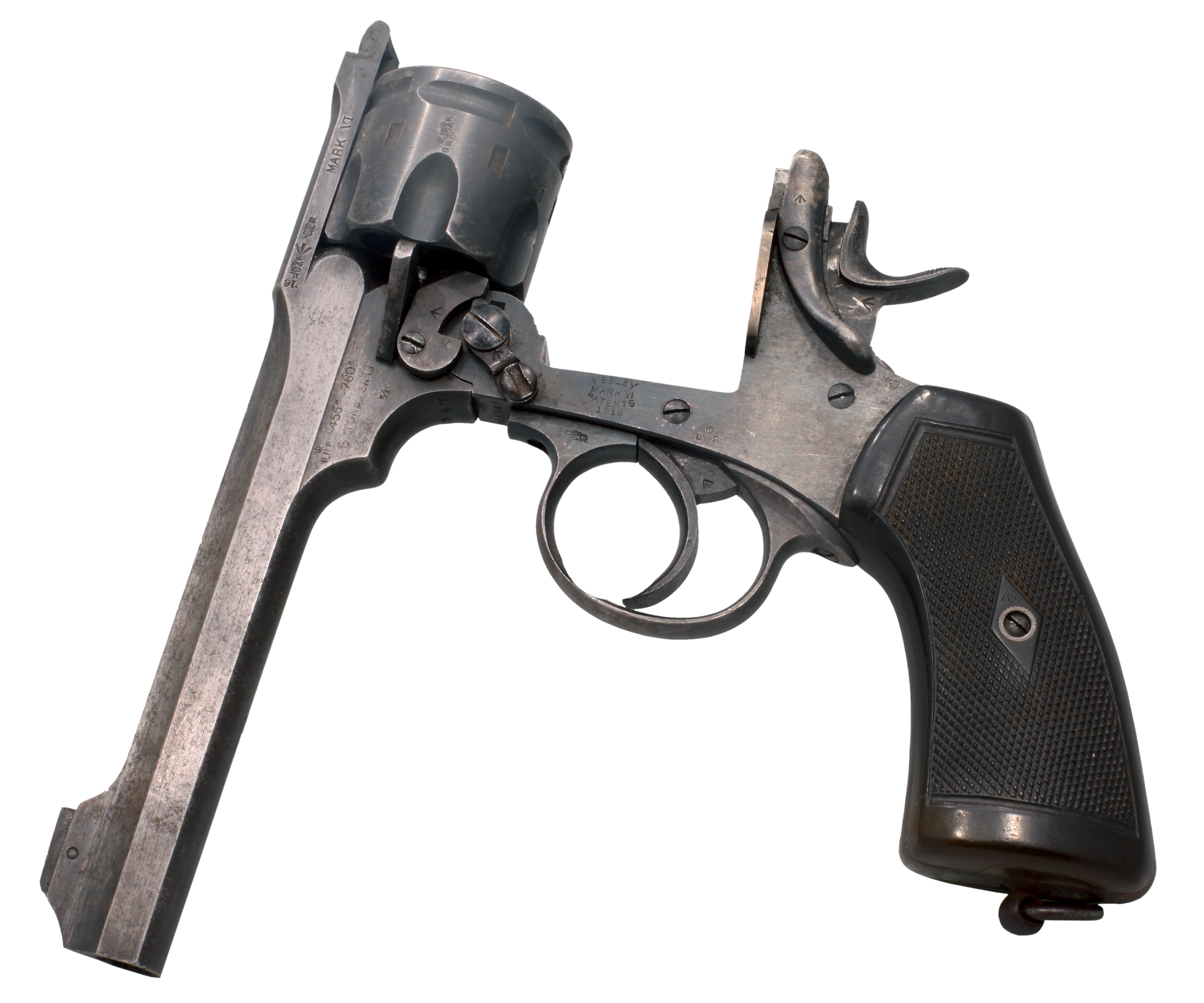
El revólver Webley es un revólver con cañón basculante; fue arma de fuego reglamentaria del extinto Imperio Británico desde 1887 hasta 1963.
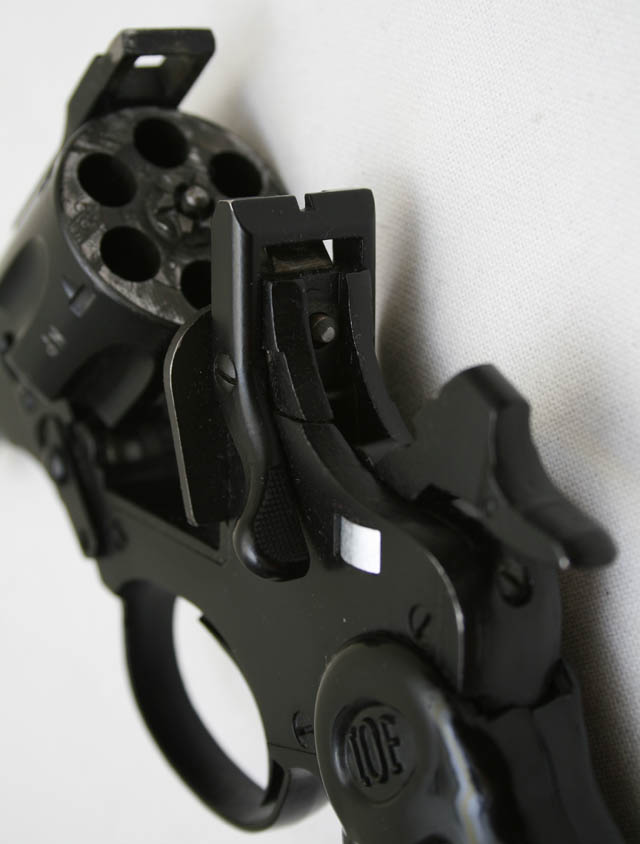
Detalle de un IOF .32 con cañón basculante.
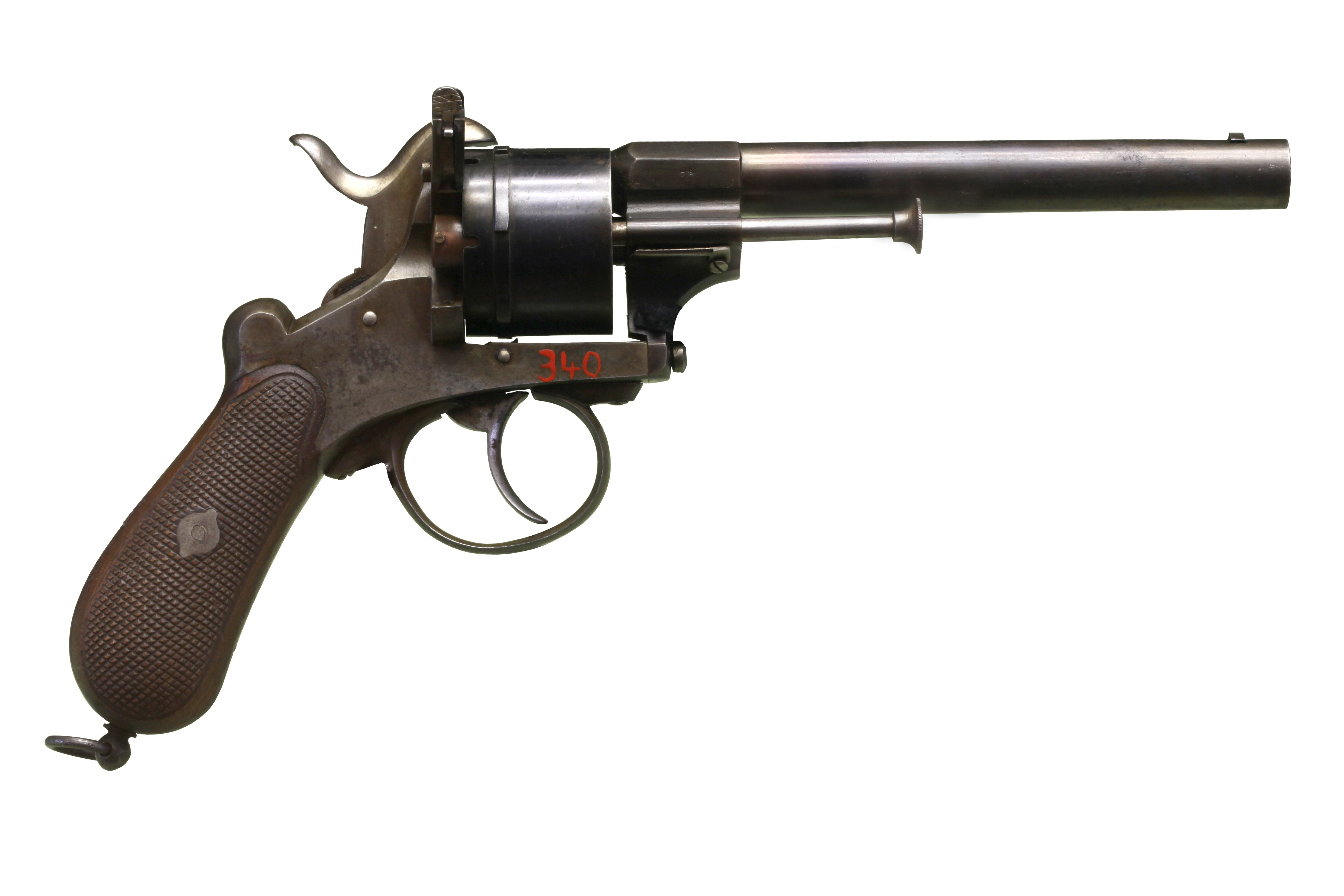
El Lefaucheux M1858 es un revólver clásico que fue utilizado por el extinto Imperio Francés.
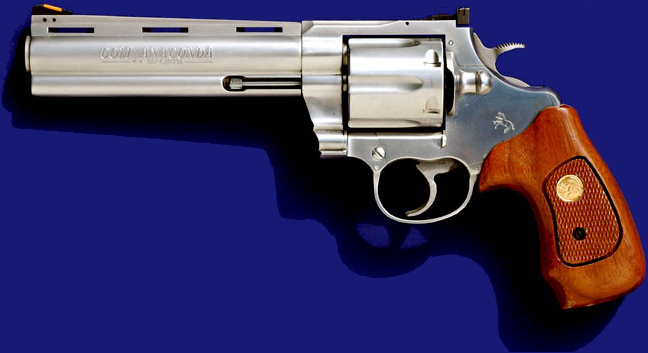
Revólver Colt Anaconda calibre .44 Magnum.
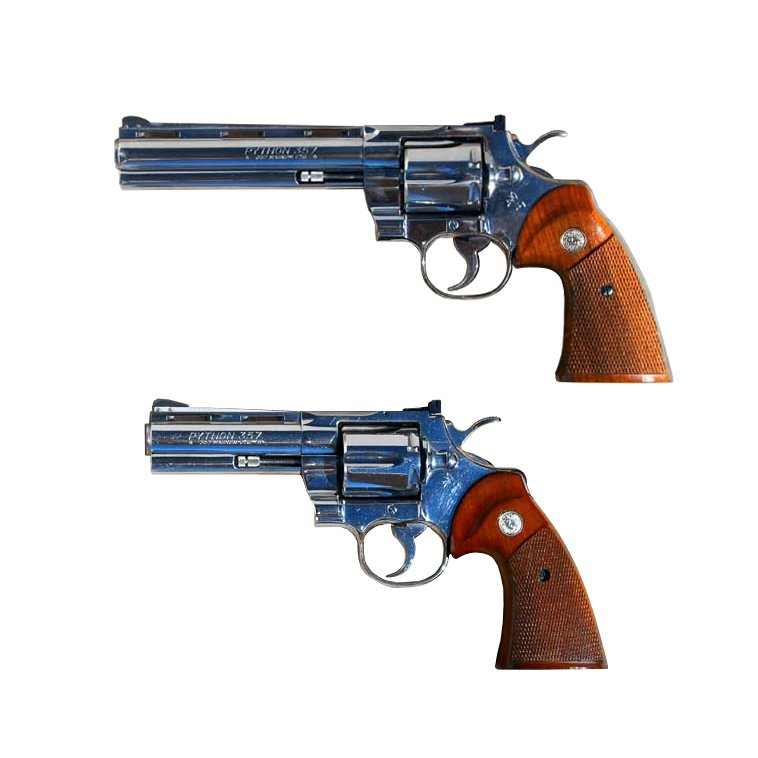
Dos revólveres Colt Python calibre .357 Magnum.
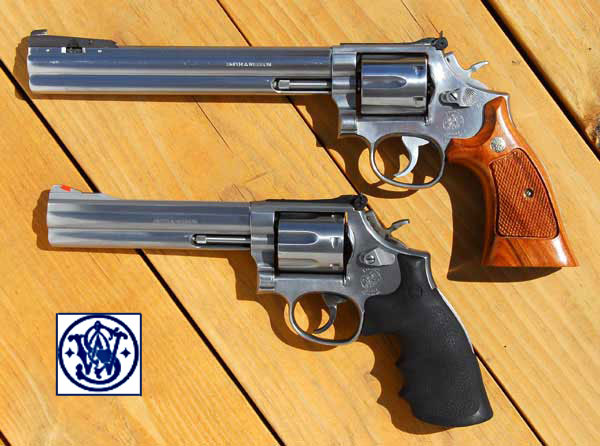
Dos revólveres Smith & Wesson Model 686 calibre .357 Magnum.
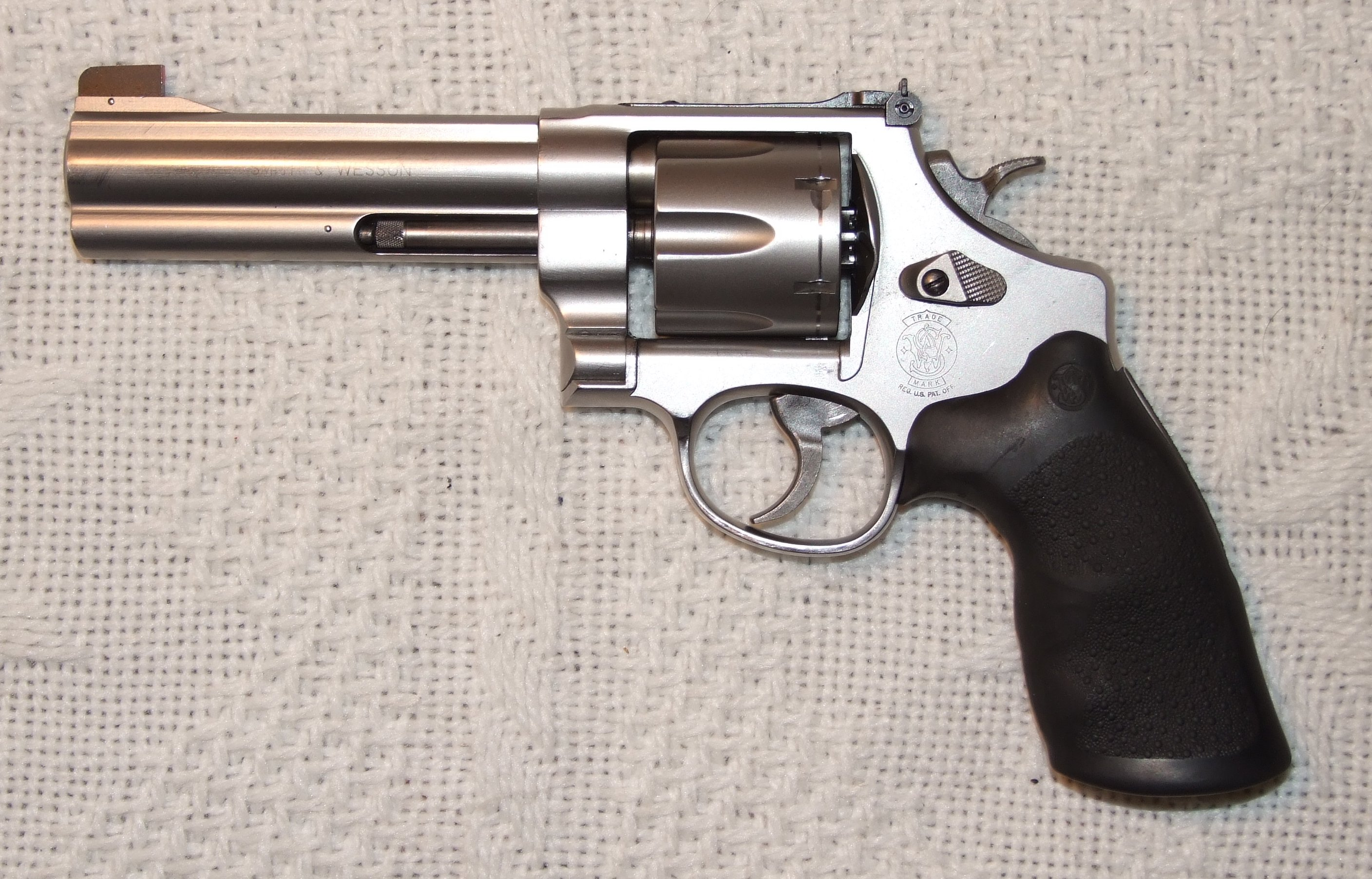
Un revólver Smith & Wesson Model 625 para tiro efectivo magnum
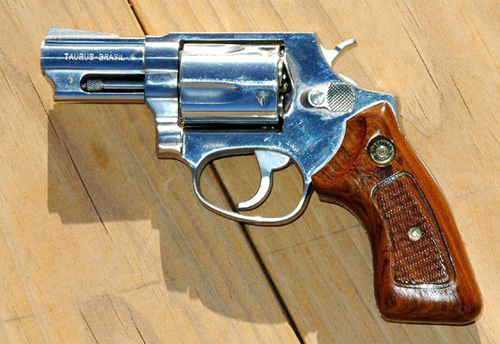
Un revólver con cañón corto y larga distancia (snubnose estadounidense) Taurus Modelo 605 calibre .357 Magnum.